# Fuente de los Galápagos (San Antón)
La Fuente de los Galápagos, obra de Ventura Rodríguez en 1772, fue una fuente de la ciudad de Madrid situada en la calle de Hortaleza esquina a la calle de Santa Brígida, en el chaflán del entonces nuevo edificio de las Escuelas Pías de San Antón. Vino a suplir a la llamada de las Recogidas y sufrió una remodelación hacia 1900, sustituyendo los galápagos por delfines, por lo que desde entonces pasaría a conocerse como fuente de los Delfines de San Antón o de Hortaleza). Recibía su caudal del viaje de la Fuente Castellana, conectado con el de la Alcubilla y el de Contreras.

## Historia
Tras la demolición en el inicio de la segunda mitad del siglo xviii, de la fuente de las Recogidas, y cuyo gran pilón estorbaba al creciente tráfico en estas estrechas vías, se le encargó al arquitecto Ventura Rodríguez el trazo de una nueva fuente adosada al edificio del convento y colegio de los padres Antonianos de san Antonio Abad, y luego Escolapios, encargo que presentó el 12 de junio de 1770. La obra se terminó en 1772, año que figura en números romanos en el friso con la inscripción «ANNO DNI MDCCLXXII».
En 1840, ante la denuncia de que la fuente estorbaba al paso de carruajes, la comunidad vecinal se opuso a que fuera desmontada. Once años después tampoco prosperó la intención de trasladarla a la plaza del duque de Frías, según solicitud del arquitecto Isidoro Llanos.
Pascual Madoz la describió así hacia 1850: 

Fuente de los Galápagos. Fue labrada á mediados del siglo pasado [XVIII] y consiste en una bella urna terminada por un jarrón con galápagos y conchas alrededor de aquel y sobre la mencionada urna. Es la invención de Don Ventura Rodríguez y está ejecutada en piedra de Colmenar.

La que fuera fuente de los Galápagos de San Antón, tenía asignados 24 aguadores (para un caudal de 17 RA, procedentes del «viage» de la Fuente Castellana).

## Descripción
En el marco arquitectónico de un chaflán almohadillado, la fuente manaba de la parte inferior de un pedestal aparentemente hexagonal, por cuatro caños que vertían sobre un «pilón de doble seno» semicircular. El pedestal estaba rematado por una gran concha a la que se abrazaban dos galápagos, uno a cada lado, y a su vez rematada por un gran jarrón decorado con una guirnalda y coronado por una alcachofa. La fuente, sobredimensionada en el espacio que ocupaba, sufrió una remodelación que redujo el número de caños a tan sólo dos y disminuyó el diámetro de su pila. El cambio más notable fue la sustitución de los galápagos por dos delfines enlazados. No obstante, parte del diseño de Ventura Rodríguez se ha conservado. Para su construcción se utilizó granito y piedra de Colmenar.

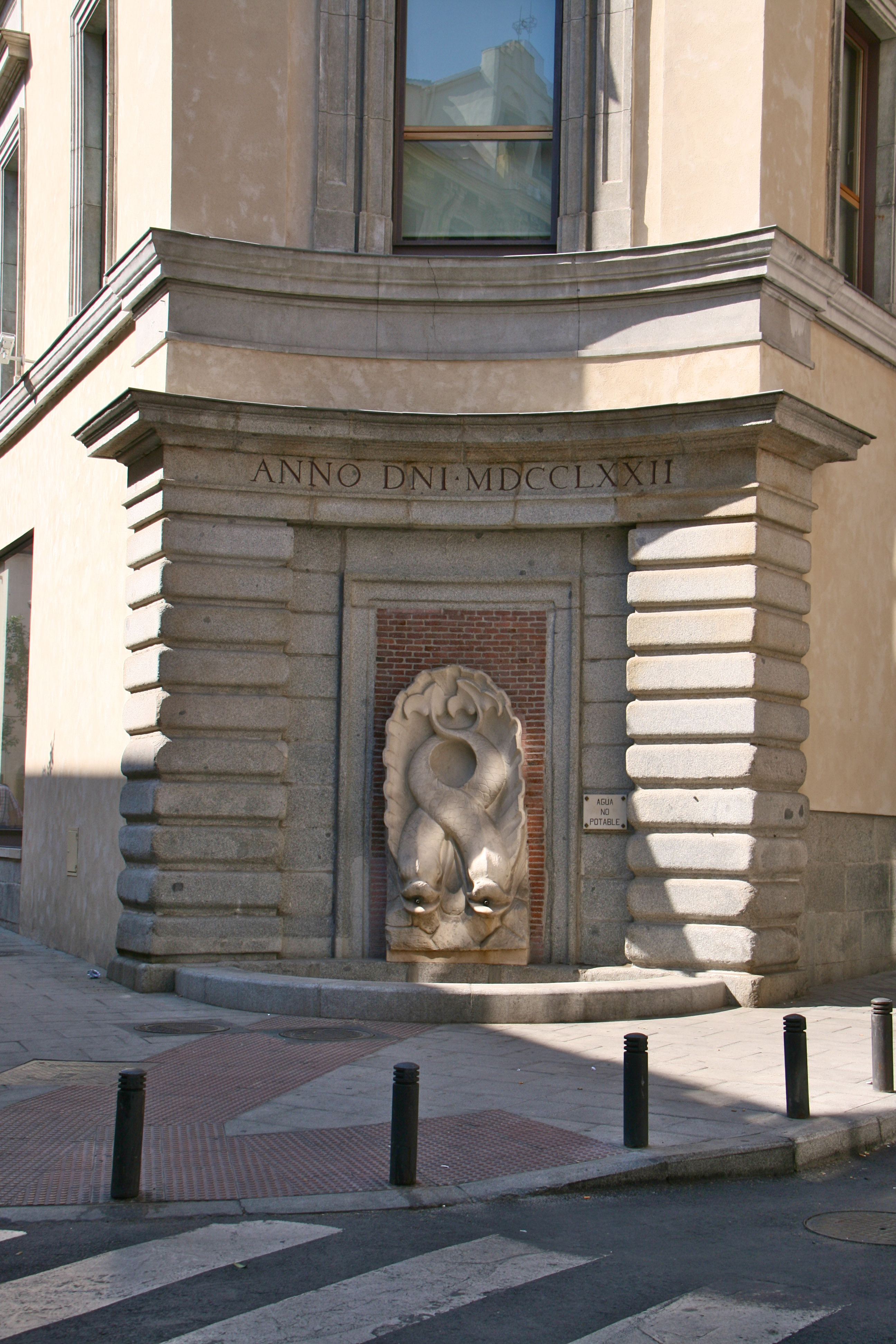
La fuente de los Delfines, antes fuente de los Galápagos de San Antón, en 2012.